# 野田城站
野田城站（日语：／ Nodajō eki */?）是位於愛知縣新城市野田字東淨悅2號，東海旅客鐵道（JR東海）的飯田線車站。
車站名稱「野田城」取自「野田城之戰」的舞台，於戰國時代的城堡野田城，實際上野田城址位於此站與東上站之間的中間位置。

## 歷史
- 1918年（大正7年）1月1日 - 豐川鐵道開設此站[2]。
- 1943年（昭和18年）8月1日 - 豐川鐵道被國有化，成為飯田線的一部分[2][3]。
- 1971年（昭和46年）12月1日 - 結束貨物和行李起卸業務[2]。
- 1984年（昭和59年）2月24日 - 飯田線南部引入中央控制行車 (CTC)，此站成為無人車站[4]。
- 1987年（昭和62年）4月1日 - 伴隨國鐵分割民營化，車站由東海旅客鐵道（JR東海）營運[2][3]。

## 車站構造
車站是一座地面車站，設有2面2線的相對式月台，可進行列車交會。車站北邊設有1號月台，南邊設有2號月台。此站雖然設有一線通過結構，由於設有信號限制，前往豐橋方向的列車設有限速25km/h。
車站大樓位於1號月台（下行線）側。兩月台之間設有站內平交道連接。此站是由豐川站管理的無人車站。

### 月台
| 月台 | 路線   | 上下行 | 方向               |
| ---- | ------ | ------ | ------------------ |
| 1    | 飯田線 | 下行   | 中部天龍、飯田方向 |
| 2    | 飯田線 | 上行   | 豐橋方向           |

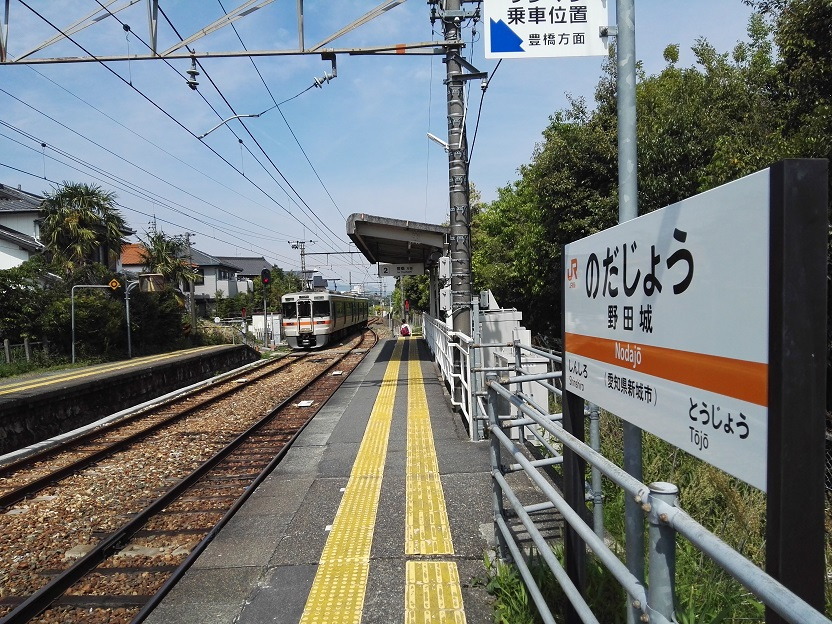
月台(2019年5月)
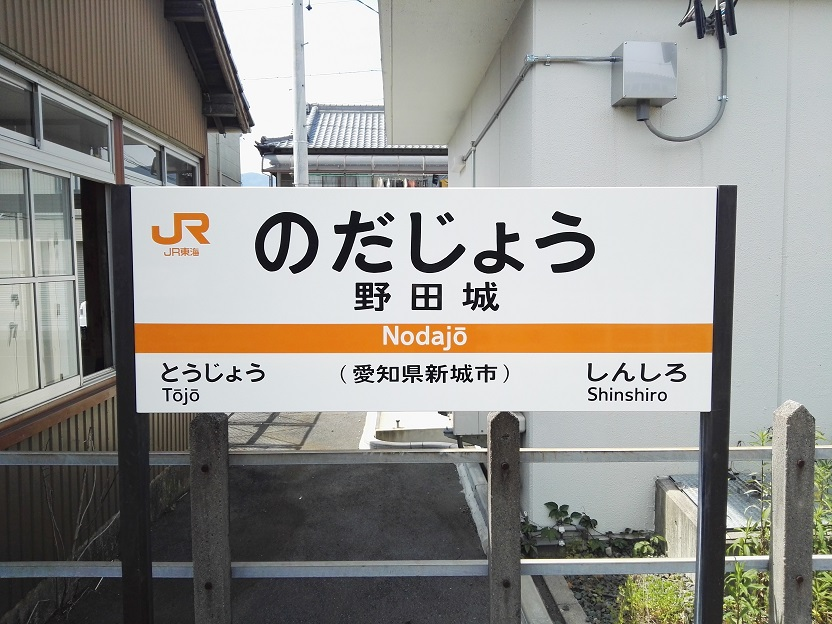
站名牌(2019年5月)

## 車站周邊

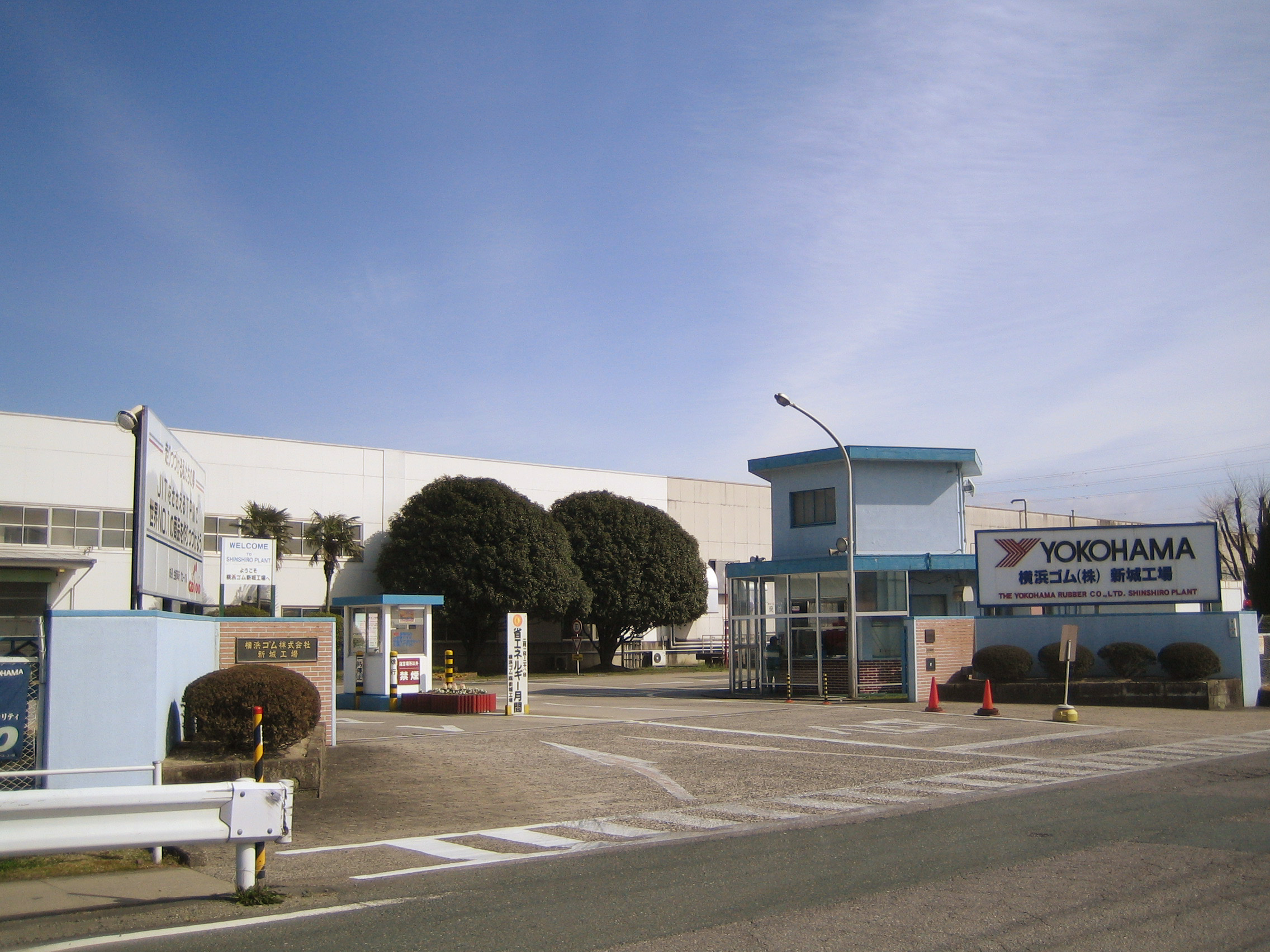
橫濱橡膠新城工場

車站位於新城市新城地區西邊（舊南設樂郡千鄉村）。
- 橫濱橡膠新城工場
- 野田城蹟（日语：野田城 (三河国)）
- 豐鐵巴士（日语：豊鉄バス） 野田城巴士站
- 國道151號（日语：国道151号）
- 豐川上設有野田城大橋（日语：野田城大橋）（愛知縣道392號·靜岡縣道303號新城引佐線（日语：愛知県道392号・静岡県道303号新城引佐線））
  - 在橋樑開通後，於豐川對面的鍬田地區可方便地使用此站。

## 相鄰車站
東海旅客鐵道（JR東海）
 飯田線
■快速（只有上行班次）、■普通
東上－野田城－新城

## 注腳
1. ↑  JR東海移動等便利化取組報告書
2. 1 2 3 4  石野哲（編）. . JTB. 1998: 99頁. ISBN 978-4-533-02980-6 （日语）.
3. 1 2  曾根悟（監修）. 朝日新聞出版分冊百科編集部（編集） , 编. . 週刊 歴史でめぐる鉄道全路線 国鉄・JR (朝日新聞出版). 2009-07-26, (3): 15–17 （日语）.
4. ↑  東海旅客鉄道飯田支店（監修）. . 新葉社. 2005: 92頁 （日语）.
5. 1 2  川島令三. . 第4巻 塩尻駅-名古屋東部. 講談社. 2010: 34頁（配線圖）、76頁. ISBN 978-4-06-270064-1.。方角的配線圖與實際地圖比較對照。
6. ↑  東海旅客鐵道（編）. . 東海旅客鐵道. 2007: 732・733頁 （日语）.
7. 1 2  採用車站時間表的方向資訊。詳情參見JR東海官方網站的各站時間表 （页面存档备份，存于）（截至2015年1月）。